# Bjørn Vade
Bjørn Vade (ur. 2 maja 1922 w Oslo, zm. 30 maja 2006 tamże) – norweski lekkoatleta, specjalizujący się w sprincie i biegach średniodystansowych, z zawodu prawnik.

## Kariera
Dziewięciokrotny mistrz Norwegii. W latach 1946–1948 zwyciężał w biegu na 400 i 800 m, a także był w składzie drużyny IK Tjalve Oslo, której sztafeta 4 × 400 m zdobywała w tych samych latach mistrzostwo Norwegii. Dwukrotnie ustanawiał rekord kraju. 4 lipca 1948 w Trondheim ustanowił rekord Norwegii na 800 m z czasem 1:51,2 s, a 22 sierpnia tegoż roku w Oslo wyrównał rekord kraju na 400 m z czasem 48,6 s. W 1948 wystartował na igrzyskach olimpijskich, na których wystąpił w biegu na 400 i 800 m. W pierwszej rundzie na krótszym z dystansów zajął 2. miejsce w swoim biegu eliminacyjnym z czasem 49,6 s, co dało mu awans do ćwierćfinału, w którym odpadł z rywalizacji, plasując się na ostatniej, 5. pozycji w swoim biegu z czasem 49,7 s. W pierwszej rundzie biegu na 800 m Vade również zajął 2. miejsce w swoim biegu eliminacyjnym z czasem 1:54,2 s, co dało mu awans do półfinału, w którym odpadł z rywalizacji, plasując się na 7. pozycji w swoim biegu (ostatniej spośród sklasyfikowanych). Karierę zakończył w wieku 28 lat.

## Losy po zakończeniu kariery i śmierć
Po zakończeniu kariery ukończył studia prawnicze, a następnie pracował jako sędzia w Oslo. Zmarł 30 maja 2006 w Oslo po krótkiej chorobie.